# 绍什托村
绍什托村（匈牙利語：Sóstófalva）是匈牙利包尔绍德-奥包乌伊-曾普伦州所辖的一个村。总面积7.28平方公里，总人口268，人口密度36.8人/平方公里（2011年1月1日）。